# K.u.k. FB 4
Die Dampflokomotive k.u.k. FB 4 war eine Schmalspur-Tenderlokomotive der k.u.k. Feldbahn.
Diese kleine Lokomotive mit 700 mm Spurweite wurden von Krauss in Linz 1902 gefertigt.
Beim Probebetrieb der Heeresfeldbahnen am Übungsgelände in Korneuburg erwies sich, dass das Fahrzeug schlechte Kurvengängigkeit hatte und die Gleisanlagen in den Bögen deformierte.
Daher wurden keine Maschinen dieses Typs nachbestellt.
Die Lok kam 1905 zur Waldbahn Bystričany–Uhlište–Ráztoky–Bystričanska dolina, danach gibt es keine weiteren Spuren.